# أخرق
أخرق أو أحمق أو أخبل (الاسم العلمي: Morus)، هو جنس من طيور بحرية من فصيلة الأطيشية.